# Lo zio d'America (gioco)
Lo zio d'America (titolo originale inglese: Rich Uncle) è un gioco da tavolo pubblicato nel 1946 negli USA dalla Parker Brothers. Scopo del gioco è arrivare a possedere $50.000 (per una durata maggiore si può scegliere di raggiungere i $100.000) oppure quando rimane un solo giocatore che non sia finito in bancarotta; le meccaniche di gioco lo avvicinano sia a Monopoly che a Shark.
Il gioco è stato tradotto in italiano dalla Editrice Giochi negli anni cinquanta.

## Contenuto
- Banco
- Tabellone della Borsa
- Titoli azionari
- Quotazioni di Borsa
- Banconote di carta (tagli da $100, $500, $1.000)
- Monete (tagli da $5.000 e $10.000)
- 2 dadi (uno bianco e uno nero)
- Copie del giornale "La Trombetta"

## Descrizione
Il cassiere, scelto fra i giocatori, distribuisce a tutti $10.000 nei seguenti tagli: 5 da $100, 3 da $500, 3 da $1.000 e 1 da $5.000.
Mescola quindi i titoli di borsa e ne consegna quattro ad ognuno, mettendo da parte i rimanenti nel Banco; mescola inoltre le quotazioni di Borsa.
Tutte le azioni sono riunite in gruppi (da 12 a 16, da 21 a 26 e così via fino a 65): più aumentano nelle decine più possono fornire un guadagno maggiore. Inoltre strategia comune è possedere le azioni di uno stesso gruppo che garantiscono al possessore dei titoli di percepire interessi moltiplicati per il numero di azioni dello stesso colore che possiede, ricordando comunque che gruppi diversi permettono guadagni diversi.
Tuttavia a differenza di Monopoli le azioni non si possono scambiare direttamente fra i giocatori, ma attraverso la compravendita con il Banco. La vendita dei titoli può essere fatta solo dal Banco o dal giocatore di turno che, prima di lanciare i dadi, ha la facoltà di vendere un titolo (uno solo) al Banco secondo la quotazione di borsa in atto.
Al proprio turno ogni giocatore tira i dadi: se il risultato non è un doppio e se egli possiede il titolo di quel numero, il cassiere è tenuto a pagargli i relativi interessi scritti sul titolo attingendo dal Banco. Se invece il titolo è in possesso di un altro giocatore, sarà quest'ultimo a ricevere gli interessi pagando però una tassa di $500 al giocatore che ha tirato i dadi.
Se ancora il titolo in questione si trova al Banco, il giocatore deve acquistarlo secondo la quotazione di Borsa del momento. Il turno passa quindi al giocatore successivo.
Se si ottengono numeri doppi (1+1, 2+2, ecc.) viene cambiato il valore delle quotazioni azionarie in borsa: il fatto che la quotazione di un'azione salga o scenda determina opportunità di acquisto o vendita in vista di un guadagno.
Inoltre, ad ogni numero doppio il giocatore di turno pesca una copia de "La Trombetta" e ne segue le istruzioni.
A volte può essere richiesto di tirare i dadi per stabilire somme da pagare: in questo caso il dado nero determina le migliaia e quello bianco le centinaia (se ad esempio uscissero 5 nero e 2 bianco, la somma dovuta ammonterebbe a $5.200).
Inoltre, se dovessero uscire numeri doppi, la quotazione di borsa cambia, ma non viene pescata la carta "La Trombetta".
Se e quando un giocatore scopre di non aver più abbastanza denaro per pagare i suoi debiti, gli è concesso di vendere al Banco quanti titoli sia necessario: questo è l'unico caso in cui si può vendere più di un solo titolo.
Se la vendita di tutti i titoli azionari del giocatore non permette di far fronte ai suoi debiti, questi viene dichiarato in bancarotta e si ritira dal gioco.

## Curiosità
- Nelle prime edizioni le monete erano fabbricate in legno, nelle edizioni successive in plastica.
- La figura dell'anziano ricco signore che compare appare sul tabellone del gioco era già comparsa nelle prime edizioni di Monopoli, ma ricevetet il nome di Rich Uncle Pennibags solo alla pubblicazione di questo gioco. Nel corso degli anni è diventato la mascotte di Monopoli ed è stato quindi ribattezzato Mr. Monopolo.

## Galleria d'immagini

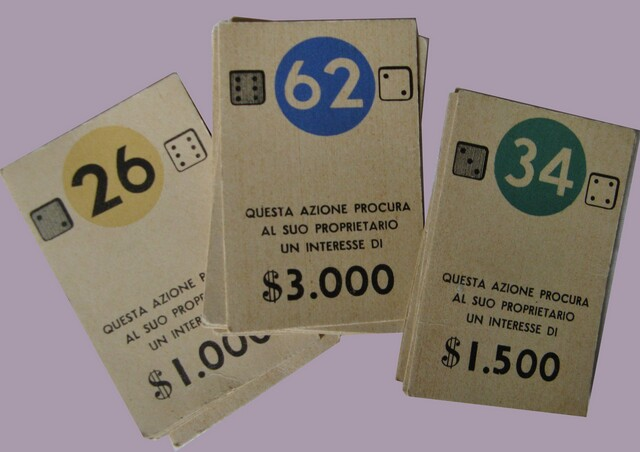
Azioni
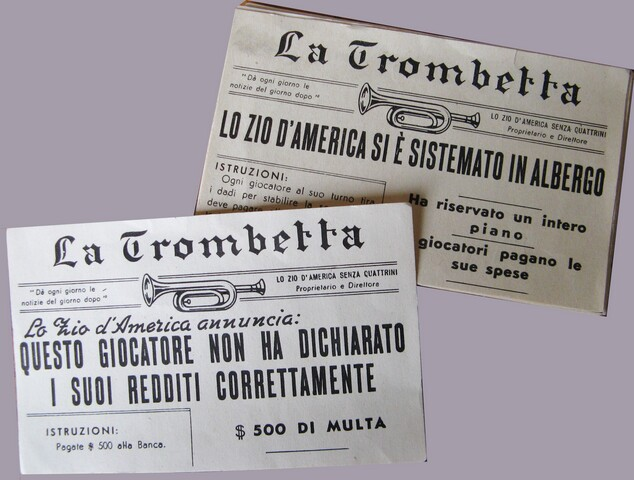
Copie de "La Trombetta"